# Schwanenpelz der Clara Schumann
Der Schwanenpelz der Clara Schumann, ein Schwanendaunencape, stammt aus dem Besitz der deutschen Pianistin und Komponistin Clara Schumann, geborene Wieck (1819–1896), der Ehefrau des Komponisten Robert Schumann. Heute ist er Teil der Sammlung Dickinson im Bestand des Düsseldorfer Heinrich-Heine-Instituts. Das Institut befindet sich schräg gegenüber dem Schumannhaus, in dem das Ehepaar Schumann von 1852 bis 1855 wohnte. Seit Dezember 2023 ist das Schumannhaus als Museum eingerichtet und das Schwanencape ist hier ausgestellt.

## Allgemein
In der Zeit Clara Schumanns († 1896) – und etliche Jahre danach – war es noch üblich, dass nicht nur die Vogelfedern als schmückendes Beiwerk zu Kleidern, Boas und Kopfbedeckungen verarbeitet wurden, sondern auch die Vogelbälge, von den fellverarbeitenden Kürschnern als Vogelfelle bezeichnet. Man stellte daraus vor allem kleinere Garnituren und Besätze her, seltener auch größere Teile wie Claras Schwanencape. Eine Kürschnerei, die sich mit der Herstellung von Vogelfellpelzen ganz besonders beschäftigte, war die norwegische Firma Brandt in der Stadt Bergen, die noch 1923 Capes aus Vogelfell produzierte. Das Cape der Clara Schumann stammt von einem Kopenhagen Kürschner, eine Stadt, in der die Künstlerin mehrmals aufgetreten ist. Bekannter geworden als das Cape der Schumann ist der prächtige Schwanenpelz der Marlene Dietrich, den sie auf ihrer Welttournee trug, auch bei ihrem vielbeachteten erstmaligen Auftritt im Nachkriegsdeutschland 1960 in Berlin.

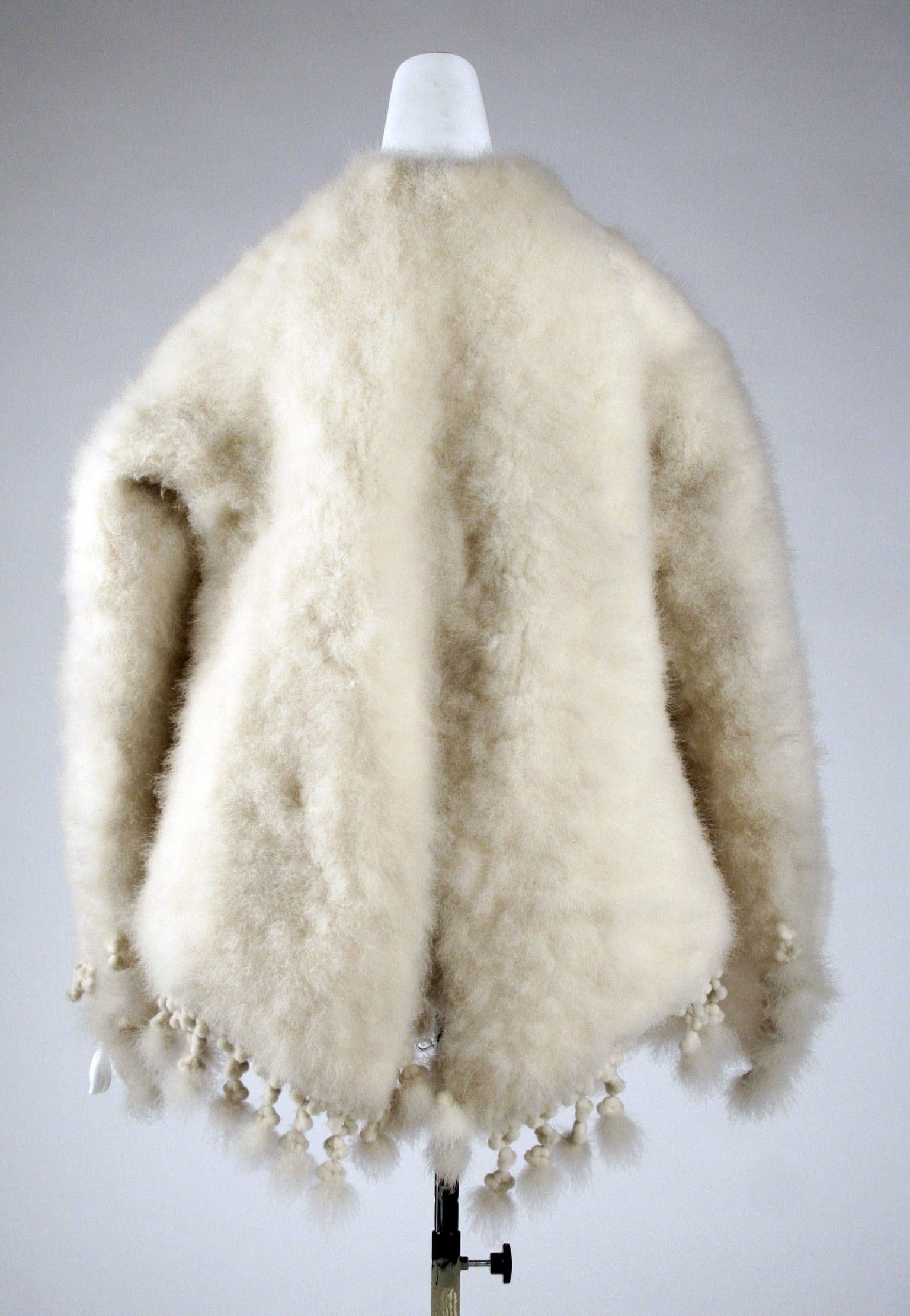
Ein anderes Schwanencape (Capejacke, ca. 1870, Metropolitan Museum of Art)

Die hauptsächlich für die Fellverarbeitung genutzten Vogelarten waren Gans, Grebes, Eiderente, Kormoran und Schwan, wobei nicht nur die Schwanenhäute, sondern auch die Gänsefelle als Schwanenpelz gehandelt wurden.
Bei allen Vogelfellarten wurden in der Regel vor der Verarbeitung die steifen Oberfedern ausgerupft, sodass nur noch die weichen Flaumfedern erhalten blieben.

## Geschichte

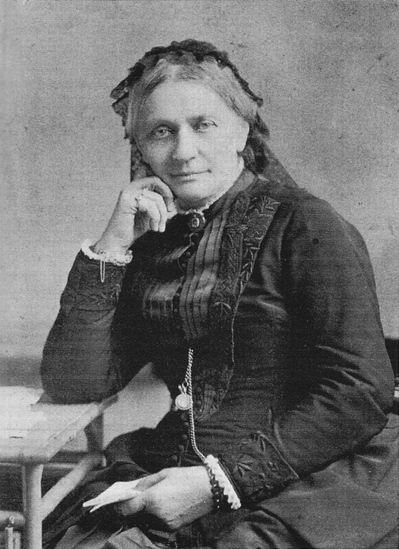
Clara Schumann im Jahr 1887

Der Schwanenpelz wurde für Frau Schumann angefertigt. Sabrine Brenner-Wilczek, die Direktorin des Heinrich-Heine-Instituts meinte im April 2016, bei der erstmaligen Vorstellung des Teils für die Presse: „Der Mantel hielt sie damals in den zugigen Konzerthallen warm“. Belege über die Entstehung und den Gebrauch schien es jedoch nicht zu geben. Ende Oktober 2022 teilte Frau Brenner-Wiczek gegenüber Pressevertretern jedoch mit, dass während der Vorbereitungen zur geplanten Dauerausstellung im neuen Schumann-Museum festgestellt wurde, dass das Cape, anders als bisher vermutet, mit den Daunen nach innen getragen wurde. Die Ausstellung zu Leben und Werk des Musikerpaars in deren ehemaligen, jetzt zum Museum umgestalteten Wohnhaus, Bilker Straße 15, ist seit Anfang Dezember 2023 zu besichtigen.
Lange nach dem Tod von Clara Schumann ging das Cape von den Schumann-Erben in den Besitz des amerikanischen Ehepaares June und Edward Dickinson über. Der Journalist Dickinson hatte seiner frisch angetrauten Frau, die Musikpädagogik und -therapie studierte, zu Weihnachten 1947 eine Originalhandschrift Robert Schumanns geschenkt. Daraus entwickelte sich das Jahrzehnte andauernde, intensive Interesse an dem Komponistenehepaar bei den Dickinsons. Sie nahmen zu Ferdinand Schumann (* 1875; † 1954) Kontakt auf, einem der Enkel Schumanns, der in Reinsberg bei Zwickau, dem Geburtsort Schumanns, lebte. In der DDR waren viele Erzeugnisse knapp oder überhaupt nicht zu bekommen. Dickinsons schickten Ferdinand Schumann Lebensmittel, er revanchierte sich mit einer Reihe von Briefen aus dem Schumann-Nachlass. Robert Sommerhoff (* 1878; † 1962), ein weiterer, in den USA lebender Enkel Schumanns überließ ihnen zusätzliche Stücke aus der Schumann-Erbschaft. Weitere Teile erwarben sie bei Antiquaren. Im Jahr 1949 gründeten die Dickinsons eine Stiftung; sie veranstalteten fortan Konzerte und gaben Veröffentlichungen zum Gedenken an die Schumanns heraus. Auch begannen sie mit dem Aufbau eines Schumann-Museums. Diese zahlreichen Aktivitäten überstiegen letztlich ihre finanziellen Verhältnisse und das Ehepaar verarmte. Zur Zeit des Todes von Edward Dickinson im Jahr 1975 lagerten die Exponate verpackt und weitgehend unbeachtet. In Briefen an viele Adressaten berichtete die Witwe später von dem Vorhandensein der Sammlung in ihrem Haus im Seengebiet der „Finger Lakes“ bei Livonia im Staat New York.
Die Stadt Düsseldorf ist mit der Geschichte des Ehepaars Schumann besonders verbunden und man war deshalb sehr an der Sammlung interessiert. Robert Schumann wirkte vom September 1850 bis Oktober 1854 als Städtischer Musikdirektor in Düsseldorf. Im Jahr 1856 starb Robert Schumann in einer Nervenheilanstalt in Endenich, heute zu Bonn gehörend, etwa 80 Kilometer rheinaufwärts von Düsseldorf, seine Frau wohnte zu der Zeit noch in Düsseldorf.
Nach jahrelangen Verhandlungen wurde die Sammlung Dickinson vom Düsseldorfer Heinrich-Heine-Institut mit Mitteln der Bundesrepublik Deutschland, des Landes Nordrhein-Westfalen und der Stadt Düsseldorf erworben, wo sie im Jahr 1984 eintraf und mit dem dort schon bestehenden Schumann-Archiv zusammengeführt wurde. Neben dem Schwanencape gehören das Testament Clara Schumanns, zahlreiche Drucke und Handschriften, Gemälde und vieles andere zu den mit der Dickinson-Sammlung übernommenen Objekten.
Im Dezember 2023 wurde die Renovierung und Umgestaltung des Clara-Schumann-Hauses zu einem Museum abgeschlossen. Für das Cape wurde ein transparenter Sturz geschaffen, in dem es, mit der Federseite nach innen, seit der Eröffnung ausgestellt ist. In einem zugehörigen Video erklärt die Historikerin und Schumann-Expertin Ingrid Bodsch noch einmal, dass inzwischen davon ausgegangen wird, dass das wärmende Cape, jeweils vor den Konzertaufführungen, von Clara Schumann mit der Stoffseite nach außen getragen wurde.

## Beschreibung
In den letzten Presseveröffentlichungen wurde Clara Schumanns nachgelassener, sogenannter Schwanenpelz als Mantel bezeichnet. In der Einführung zur Inventur der Dickinson-Sammlung durch die Amerikaner Locke und Thym wurde das Teil jedoch korrekt als Schwanendaunencape („swansdown cape“) erwähnt. Das festliche Kleidungsstück hat keine Ärmel, es ist ein reichlich hüftlanges Cape mit einer fest angearbeiteten Kapuze.
- In der nachfolgenden Beschreibung wird davon ausgegangen, dass das Cape dazu gedacht war, mit der Federseite nach außen getragen zu werden. Ein Hinweis darauf könnten das auf der Seidenseite befindliche Firmenlogo und der Aufhänger sein.

### Das Federfell
Die tatsächliche Vogelart ist bisher nicht ermittelt worden. Es ist vielleicht kein Schwan, denn Dunenküken haben ein hell silbergraues Gefieder, allerdings mit einer weißen Unterseite. Noch nicht ausgewachsene Jungvögel haben ein dumpf graubraunes Gefieder, das im Verlauf des ersten Lebensjahres zunehmend heller wird. Die braunen Federn gehen allmählich verloren. Ein vollständig weißes Gefieder weisen die Jungschwäne erst im zweiten Lebensjahr nach der Vollmauser auf. Für Felle von mehr als ein Jahr alten Tieren erscheinen die Felle eventuell als zu klein. Eine hohe Wahrscheinlichkeit spricht für Gans, vielleicht aus holländischer Zucht (Gänsebälge wurden als Schwanenpelz gehandelt). Auch ein Kürschner in der Pfalz züchtete 1872 Gänse für Schwanenpelze, die Felle junger Tiere handelte er in alle Teile Deutschlands. Möglich wären beispielsweise auch Eiderente oder Kormoran.

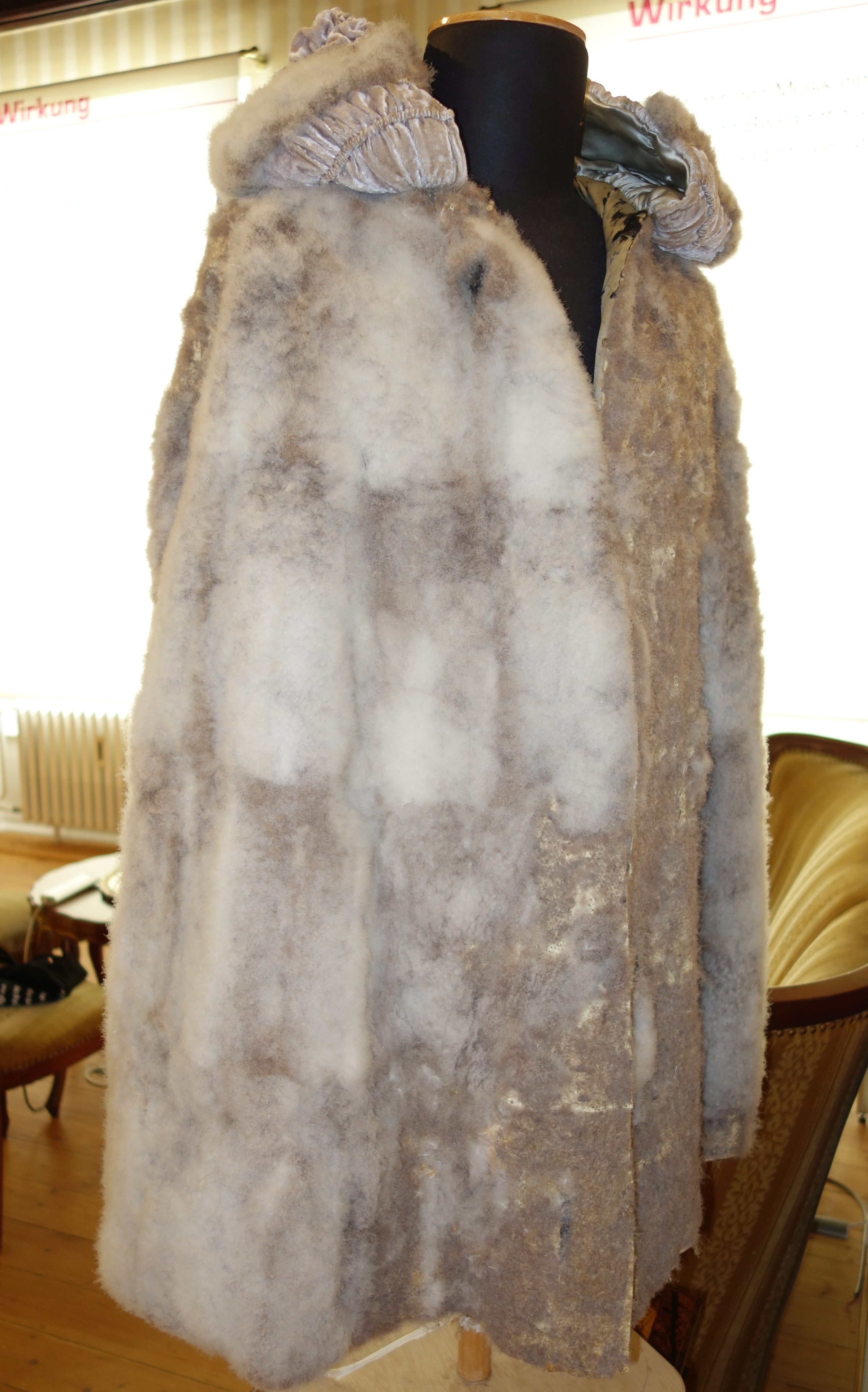
Vier Fellzeilen übereinander
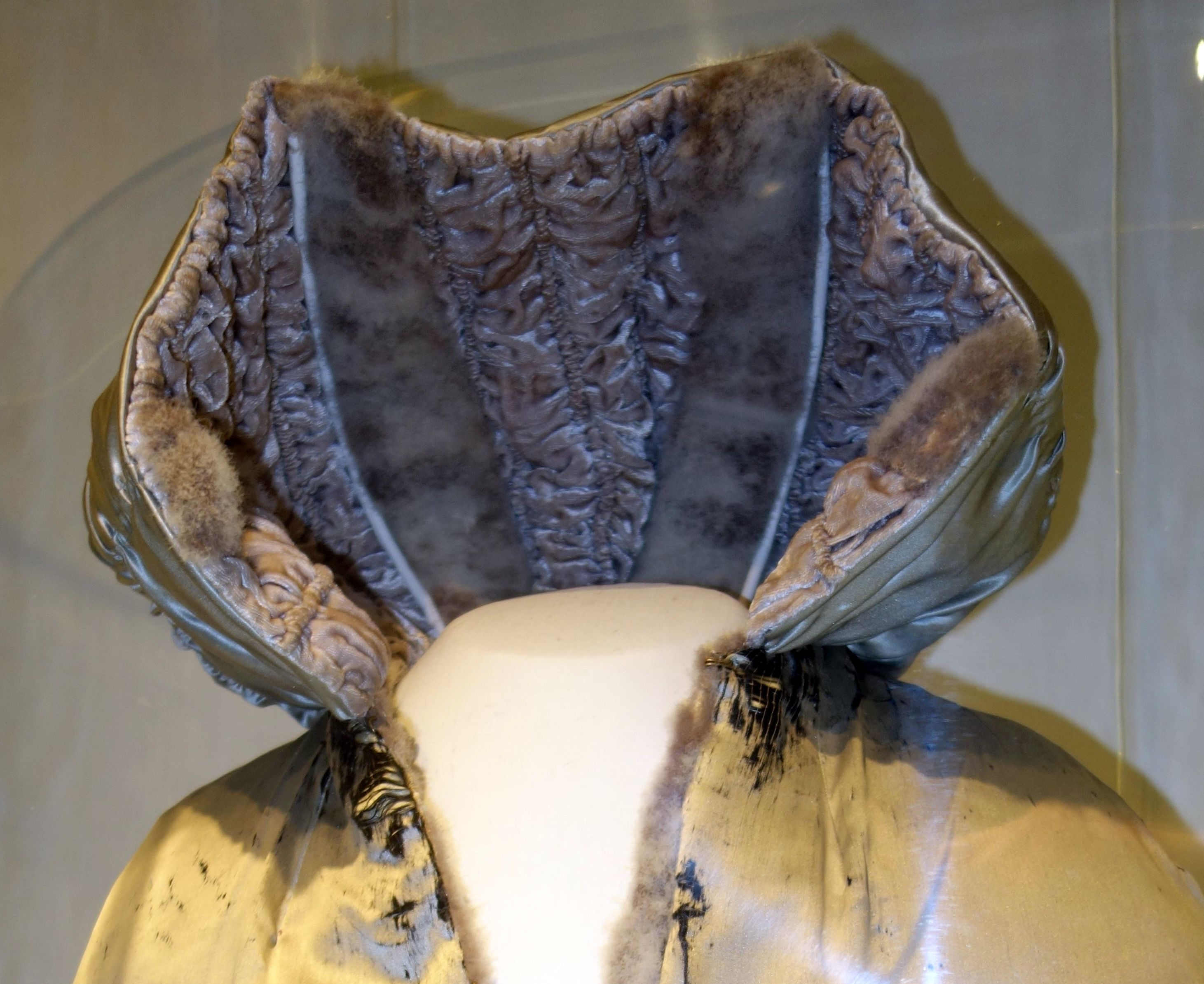
Die Kapuze aus gesmoktem Samt und Federfell

### Die Federfellverarbeitung
Es wurden vier Zeilen Felle übereinandergesetzt, in der untersten Zeile wurden ungefähr 25 Felle verarbeitet. Ob die Felle mit der Hand oder bereits mit der um 1900 eingeführten Pelznähmaschine genäht wurden, ist von außen schwer zu erkennen. Geht man davon aus, dass Clara Schumann das Cape zu ihren Konzertauftritten trug, das letzte Konzert war im Jahr 1891, ist es ziemlich sicher, dass die Felle noch von Hand zusammengenäht wurden.
Die Kapuze ist streifig aus Federfell und gesmoktem Samt gearbeitet.

Der Pelz hatte nur noch die weichen, weißen Daunenfedern, die Löcher im Leder von den vor der Verarbeitung entfernten Federkielen sind deutlich sichtbar. Eventuelle frühere Farbschattierungen sind nicht (mehr?) erkennbar. 

### Die Stoffverarbeitung

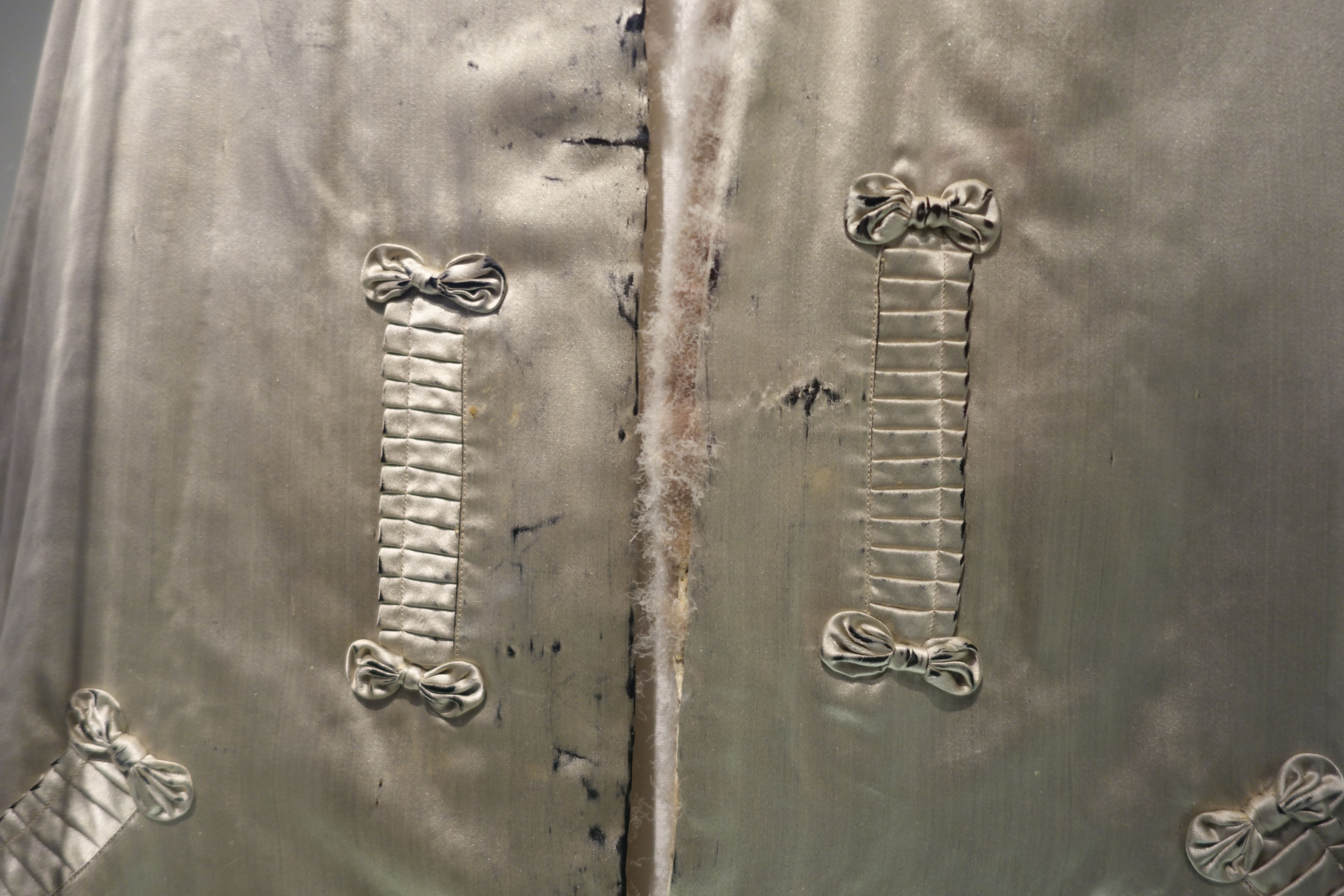
Der Seidenüberzug mit gefälteten Tascheneingriffen

Bis etwa in die Mitte des 20. Jahrhunderts war es noch üblich, bei einem so wertvollen Kleidungsstück wie einem Pelz die Innenverarbeitung angemessen aufwendig zu gestalten. Zwar ist das Futter für ein Abendgewand recht kräftig, aber zahlreiche Zierfältelungen und Applikationen schmücken es. Zumindest in der rechten Innenseite befinden sich unten eine Quertasche und oben eine Längstasche. Beide Taschen haben einen Eingriff aus gefältelter Seide mit beidseitigen Abschlüssen durch Seidenzierschleifen. Unter dem Aufhänger auf der Stoffseite ist das gewebte Firmenetikett eines Kopenhagener Kürschner eingenäht.

### Erhaltungszustand
Der Federpelz hat inzwischen sehr gelitten. Der Flaum sieht aus, als wäre er durch das Tragen überwiegend abgerieben; nur noch an wenigen Stellen ist eine geschlossene Federdecke erhalten, teils ist er völlig kahl. Am besten ist noch das rechte Vorderteil erhalten. Tatsächlich ist das Cape wohl durch Insektenfraß zerstört worden, der Pelz soll sehr stark von (und mit damals noch vorhandenen) Insekten im Haar zerfressen in Düsseldorf eingetroffen sein. Auch im sichtbaren Teil des Stoffs finden sich vereinzelte kleine Abrieb- oder Mottenlöcher. Der Pelz war bis zu seinem Umzug in das Museum Schumannhaus auf einer Schneiderbüste eingelagert, seit Dezember 2023 wird er, durch einen transparenten Sturz geschützt, in der Ausstellung gezeigt.
Abgesehen von dem weitgehend verschwundenen Federflaum und dem damit verbundenen, ärmlichen Aussehen befindet sich das Teil zumindest vom Leder her in einem erstaunlich guten Zustand, eigentlich zu erwartende Risse im Federfellfutter sind bei einer oberflächlichen Ansicht nicht zu sehen. Vielleicht begünstigte der, etwas angeschlissene Futterstoff den Lederzusammenhalt. Allerdings haben Vogelfelle ein deutlich steiferes Leder als behaarte Felle, sodass sie vielleicht nicht die gleiche Alterung wie diese erleiden, also nicht so morsch und damit reißempfindlich werden.

Die Stellen der vor der Verarbeitung ausgerupften Federkiele sind als dunkle Punkte deutlich zu erkennen
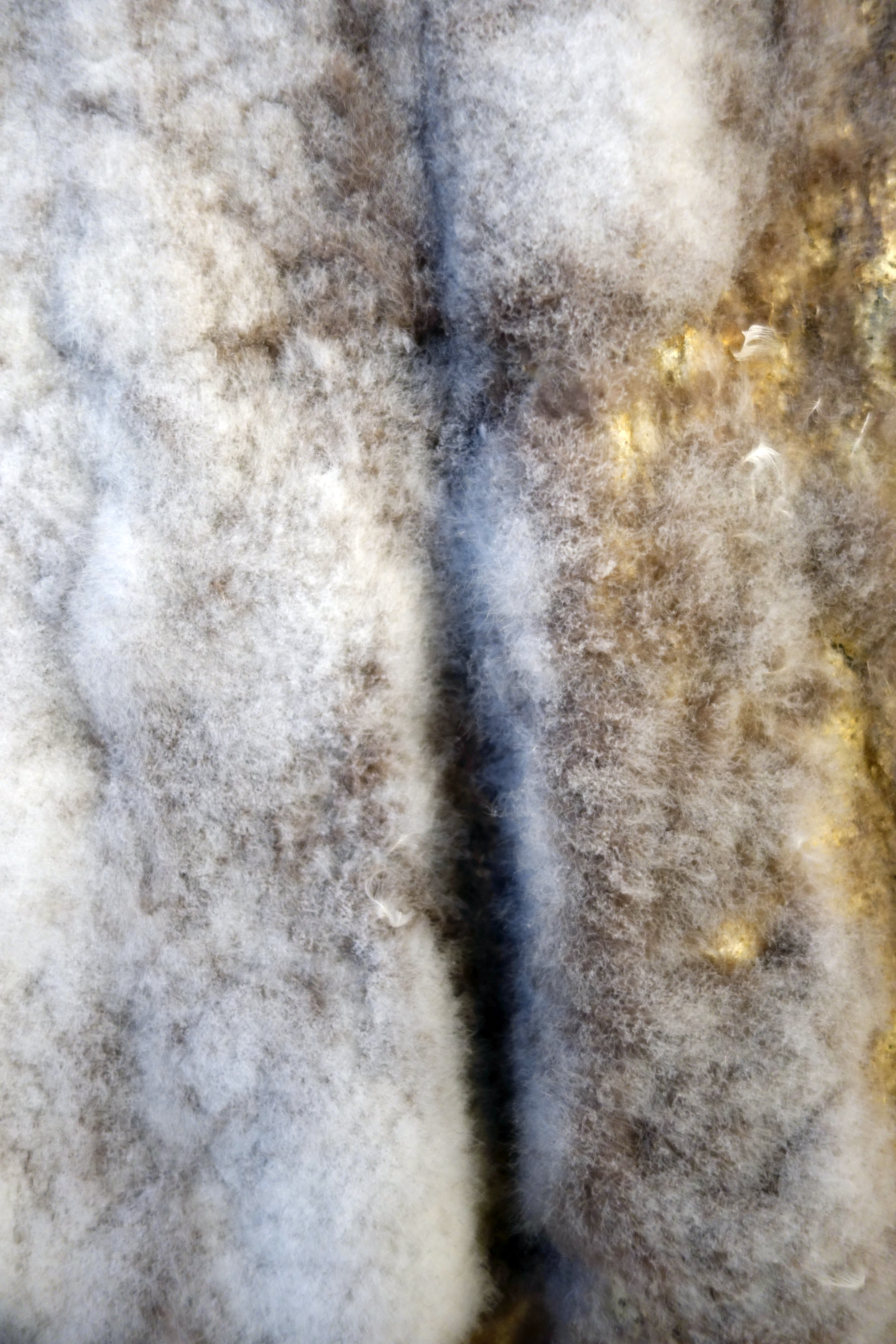
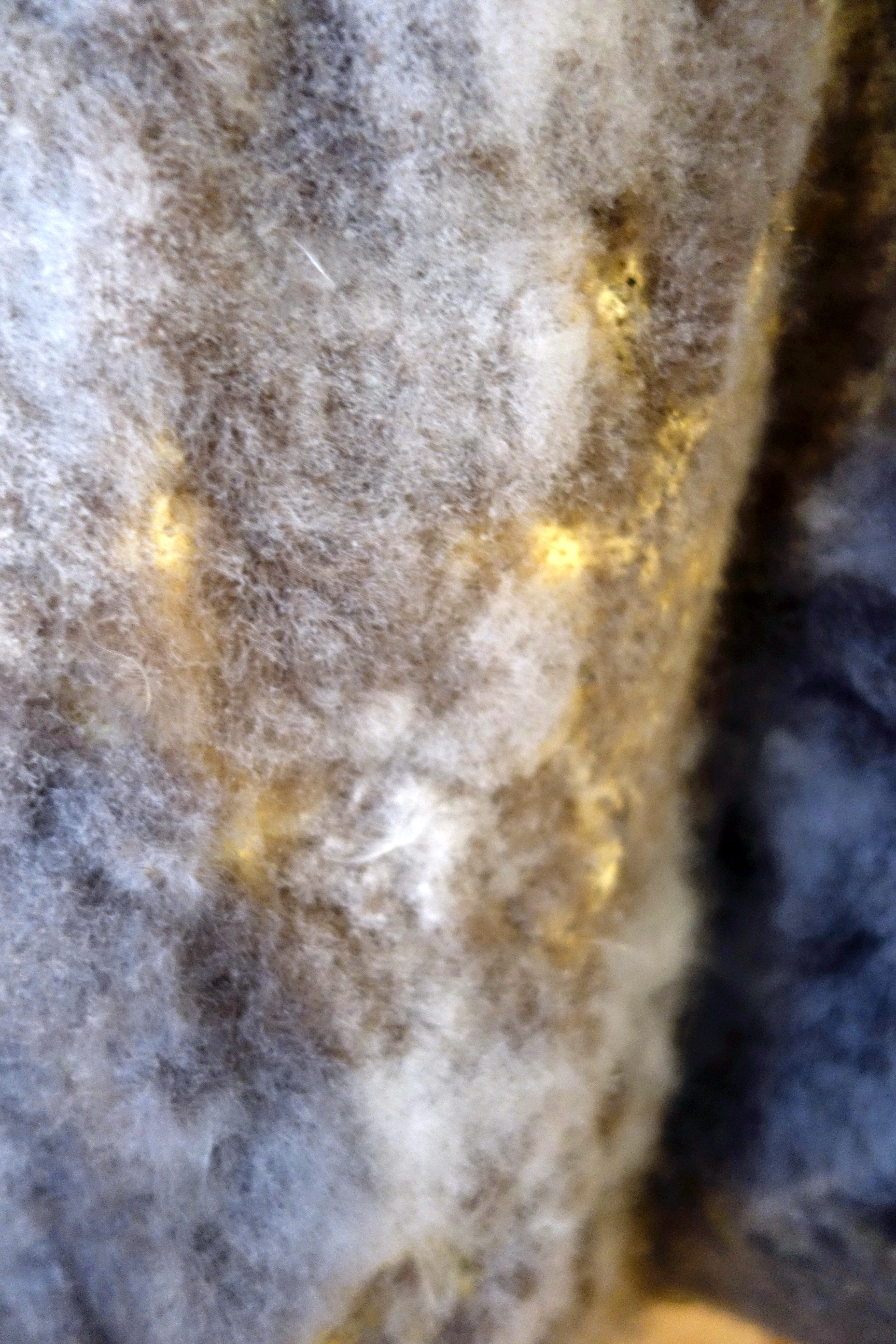
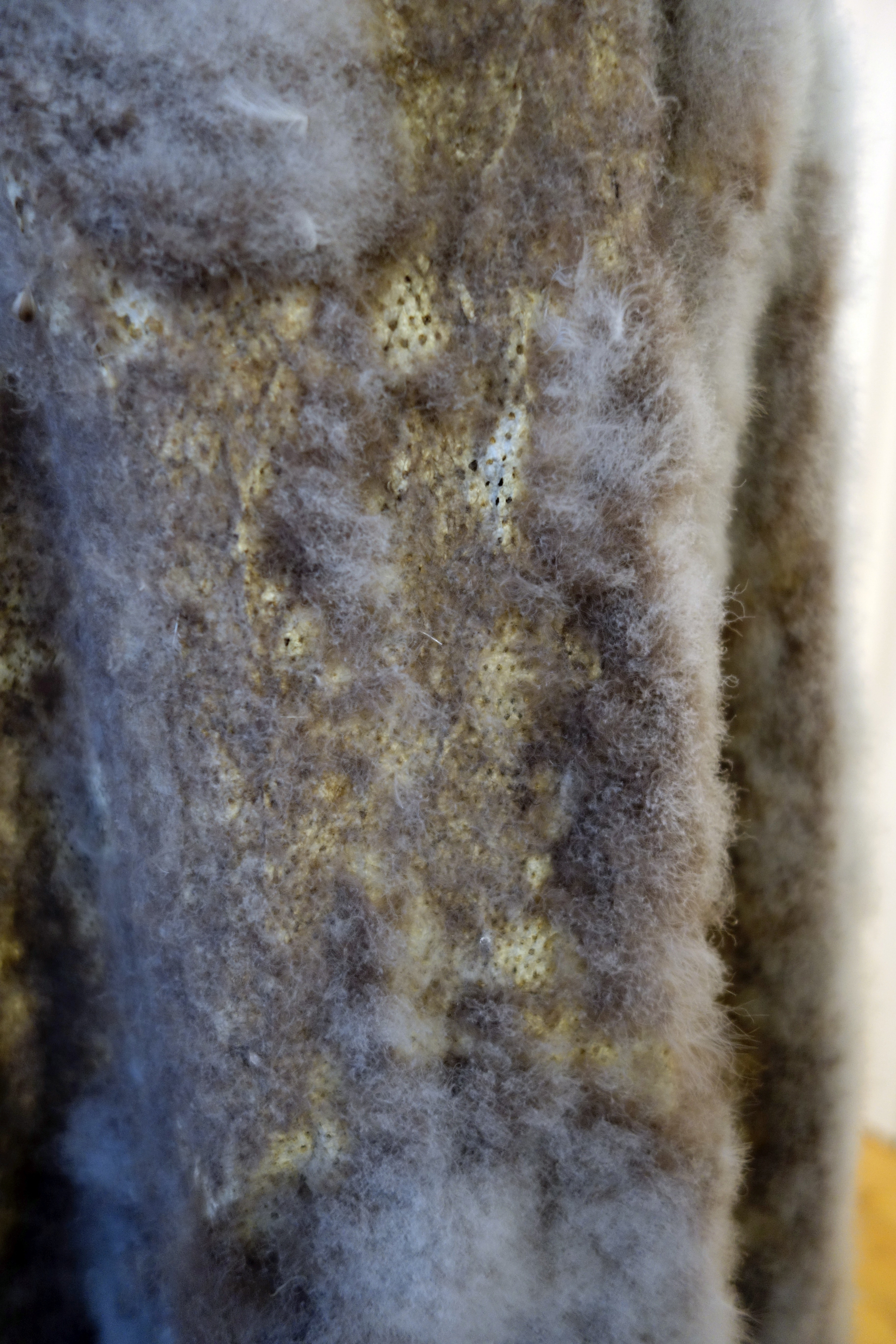
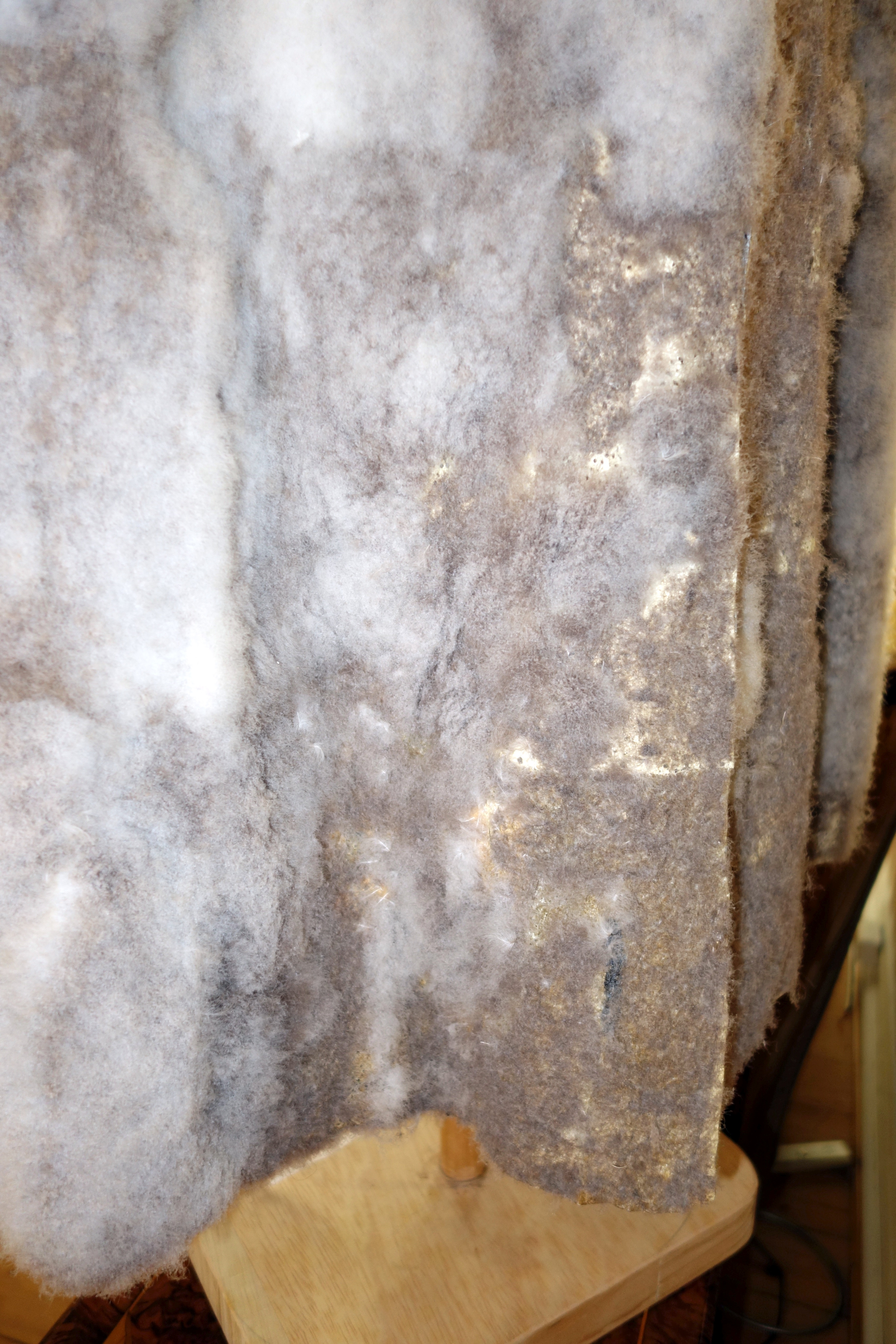